# Loutkové divadlo Košice
Loutkové divadlo Košice (slovensky Bábkové divadlo Košice) je profesionální loutkové divadlo v Košicích.

## Založení
Loutkové divadlo Košice vzniklo jako čtvrté na Slovensku, rozhodnutím ze dne 17. června 1959. První premiérou byla hra J. Pehra – L. Spáčila Guliver v Maňáskově v režii dr. A. Pogorielova. Tento spolu s prvním ředitelem a dramaturgem divadla A. Futášem vsadili na ověřená díla českých a sovětských autorů. A. Futáš sestavil umělecký soubor z mladých herců, většinou amatérů, které později posílili absolventi pražské loutkářské katedry DAMU.

## 60. léta
Už v šedesátých letech se o tomto divadle mluvilo jako o stabilním tělese s pevnou pozicí na československé loutkářské scéně. Následující úspěchy v sedmdesátých letech potvrzují i výborné herecké výkony zakládajících členů souboru, ke kterým přišli další mladí tvůrci, známí i z televizních večerníčků z dílny košického BD.

## 80. léta
Osmdesátá léta se nesla ve znamení hledání nových témat a výrazových prostředků. Vyvrcholením tohoto období je příchod absolventa pražské AMU, režiséra a autora dětské literatury Jána Uličianského. Jeho pozoruhodné básnické vidění převedeno na košické jeviště přineslo několik pozoruhodných inscenací, které se dočkaly ocenění na domácích i zahraničních festivalech. Nejúspěšnější inscenací z tohoto období s rekordním počtem repríz je hra Janka Pipora. V tomto čase byly i komerční zahraniční zájezdy vskutku úspěšné.

## 90. léta
Devadesátá léta, poznamenané pádem totality, navodili změny v uměleckém, ale i provozním režimu divadla. Členové košického loutkového pociťovali potřebu realizovat se i mimo paravan, a tak v roce 1995 přibylo při divadle činoherní studio Jorik. Budova na Rooseveltova ulici, v níž divadlo přežilo čtyřicet let, se vrátila původnímu majiteli. V červnu 1999 byl její stav již natolik nevyhovující, že ji příslušné orgány prohlásili za života nebezpečnou. Sezónu 1999/2000 začalo BD v provizoriu na Tajovského 4 v části areálu, který po rekonstrukci slouží potřebám divadla. Jde i o další objekty na Alžbětině a Vrátné ulici, kde je loutková sál, amfiteátr a divadelní scéna Jorik.
Za uplynulých 50 let uvedlo divadlo 185 premiér, při průměrné roční návštěvnosti 30 tisíc diváků.